# Вилароза
Виларо̀за (на италиански: Villarosa) е град и община в южна Италия, провинция Ена, в автономен регион и остров Сицилия. Разположен е на 523 надморска височина. Населението на града е 5313 души (към 30 декември 2010 г.).